# Edward J. McCluskey
Edward Joseph McCluskey, Jr. (* 16. Oktober 1929 in New York City; † 13. Februar 2016) war Elektrotechnik- und Informatik-Professor an der Stanford University. Er entwarf 1956 als Doktorand am MIT gemeinsam mit Willard Quine den Quine-McCluskey-Algorithmus, eine der effizientesten Methoden zum Minimieren Boolescher Funktionen.
Der Schwerpunkt seiner Arbeit in Stanford lag im Design und in der Entwicklung fehlertoleranter Systeme und entsprechender Testszenarien bzw. Verifikationen.
McCluskey war auch der erste Präsident der Computersparte des IEEE, deren Mitglied er weiterhin war, ebenso wie der AAAS und der Association for Computing Machinery. Er wurde 2012 mit der John-von-Neumann-Medaille ausgezeichnet.

## Werdegang
- 1953–1956: Studium (Physik, Mathematik) am MIT, Abschluss als Sc.D. 1956
- 1955–1959: Arbeit an elektronischen Schaltern bei den Bell Telephone Laboratories
- 1959–1963: Wechsel nach Princeton, Lehrauftrag für Elektrotechnik und Leiter des Universitäts-Rechenzentrums
- 1963–1967: Professor für Elektrotechnik in Princeton
- 1967–1968: Gastdozent für Elektrotechnik und Informatik in Stanford
- ab 1968: Professor für Elektrotechnik und Informatik in Stanford
- 1969: Gründungsmitglied des Stanford Computer Forum, einem Partnerschaftsprogramm Universität – Industrie
- ab 1976: Leiter des Center for Reliable Computing